# Ляшко Іван Іванович
Іва́н Іва́нович Ляшко́ (9 вересня 1922, село Мацківці, тепер Лубенського району Полтавської області — 29 березня 2008, Київ) — академік НАН України, доктор фізико-математичних наук, професор, Заслужений діяч науки України. Голова правління Українського республіканського товариства «Знання». Депутат Верховної Ради УРСР 10-го скликання. Кандидат у члени ЦК КПУ в 1981—1986 рр.

## Біографія
Народився 9 вересня 1922 року у селі Мацківцях (нині Лубенського району Полтавської області) в родині селянина. Майже вісім років, починаючи з 1940 року, прослужив на Чорноморському флоті. Член ВКП(б) з 1944 року.
Відразу після демобілізації у 1948 році командир зенітної установки лінкора «Севастополь» старшина І. І. Ляшко став студентом Київського учительського інституту, який закінчив усього за один рік. Працюючи вчителем у селі Ставище Київської області та інспектором Ставищенського районного відділу народної освіти, він заочно і теж достроково закінчив у 1952 році Київський педагогічний інститут. Математичні здібності і виняткова працелюбність молодого спеціаліста привернули увагу відомих вчених О. Ю. Ішлінського і Г. М. Положія.
І. І. Ляшка було запрошено до аспірантури механіко-математичного факультету Київського університету. Кандидатську дисертацію він захистив у 1955 році і був призначений асистентом кафедри математичної фізики механіко-математичного факультету. Після захисту у 1963 році дисертації на звання доктора фізико-математичних наук, І. І. Ляшко за конкурсом  у 1964 році обійняв посаду завідувача кафедри математичної фізики, а у 1965 році був обраний деканом механіко-математичного факультету. У 1969 році разом з академіком В. М. Глушковим він створив перший у Радянському Союзі факультет кібернетики, ставши його деканом і завідувачем кафедри обчислювальної математики. Працював проректором Київського державного університету імені Тараса Шевченка.
У 1969 році І. І. Ляшка було обрано член-кореспондентом АН України, а у 1973 році — академіком АН України.
З 1975 по 1995 роки разом зі своїми колегами створив цикл з 8 підручників і 9 навчальних посібників з математичного аналізу, диференціальних рівнянь, теорії оптимізації та інших дисциплін. Багато з цих видань перекладено англійською, іспанською та в'єтнамською мовами. У 1989 році автори тритомника «Математичний аналіз» були удостоєні Державної премії України.
У 1978—1984 роках — голова правління Товариства «Знання» Української РСР.

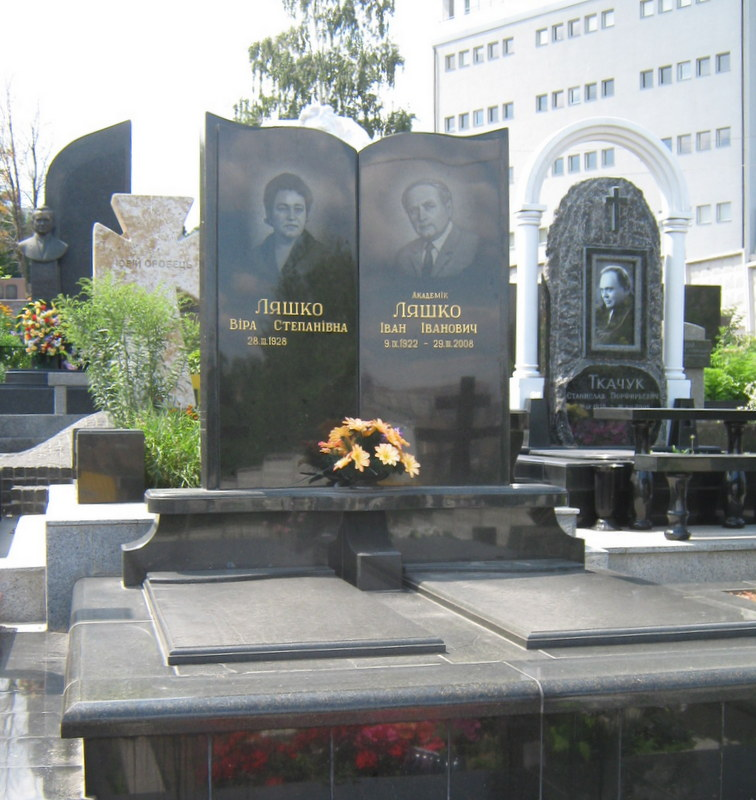
Могила Івана Ляшка

Помер 29 березня 2008 року. Похований в Києві на Байковому кладовищі (ділянка № 52а).

## Нагороди
- Орден князя Ярослава Мудрого V ст. (Україна) (2004)
- Орден «За заслуги» III ст. (Україна) (1997)
- Орден Трудового Червоного Прапора (1981)
- Орден Вітчизняної війни II ст.
- Медаль Ушакова (8.09.1944)
- Медаль «За оборону Севастополя»
- Медаль «За оборону Кавказу»
- Заслужений діяч науки і техніки Української РСР (1972)
- Державна премія УРСР в галузі науки і техніки (1981, 1989)
- Премія імені М. М. Крилова АН УРСР(1975)

## Пам'ять

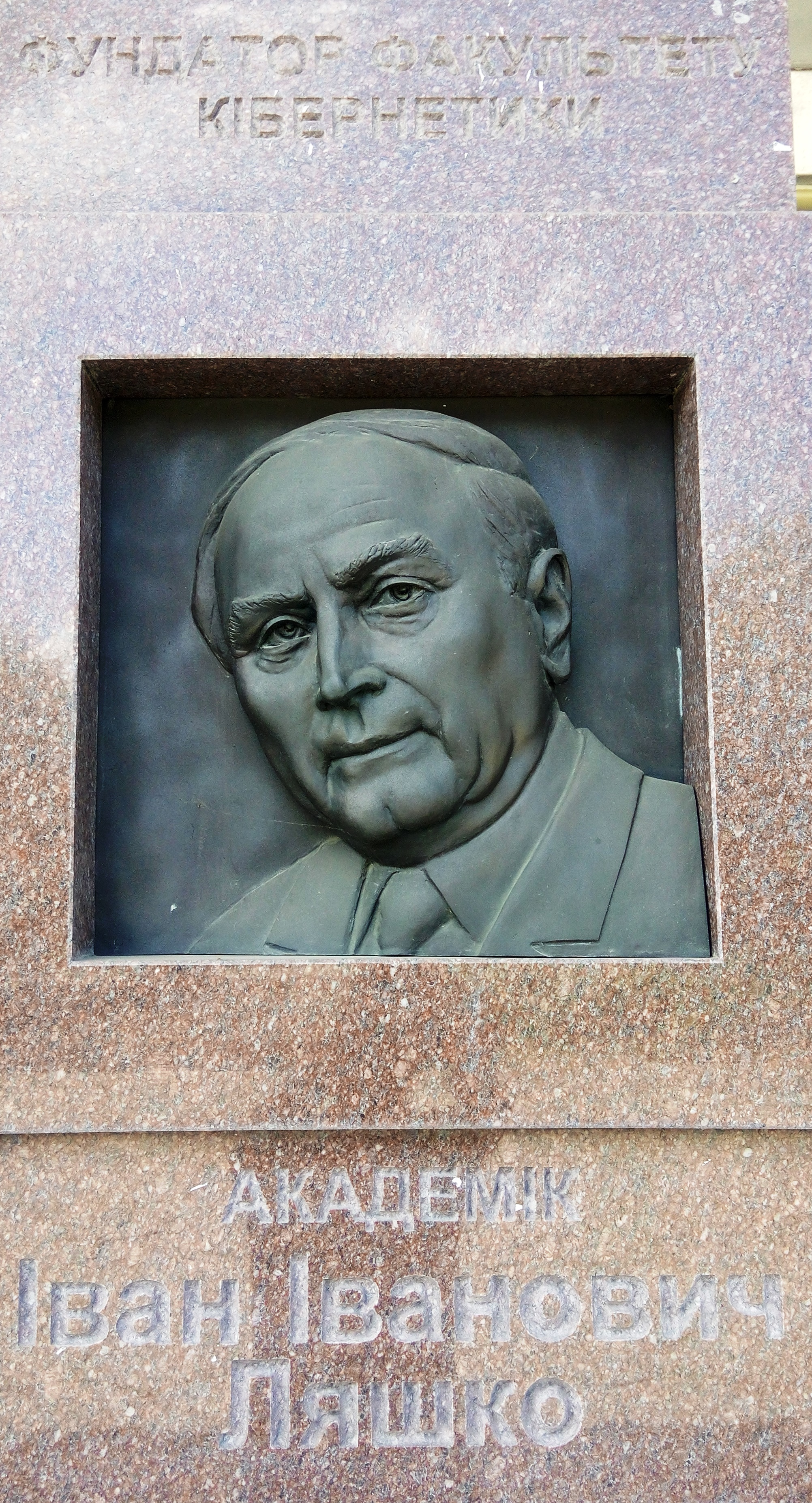
Меморіальна дошка Івану Ляшко на будівлі факультету кібернетики КНУ

7 вересня 2012 року на будівлі факультету кібернетики Національного університету ім.Т.Г.Шевченка в Києві була відкрита меморіальна дошка пам'яті Ляшка Івана Івановича. Автори: Сидорук Олесь та Крилов Борис.